# Coenosia colorata
Coenosia colorata este o specie de muște din genul Coenosia, familia Muscidae. A fost descrisă pentru prima dată de Charles Howard Curran în anul 1938. Conform Catalogue of Life specia Coenosia colorata nu are subspecii cunoscute.